# Camembert (formatge)
El camembert és un formatge de pasta tova amb pell florida francès elaborat amb llet de vaca. Té una pasta tova, ferma i flexible, de color blanc groguenc i adquireix un sabor fort quan madura.
És originari del poble de Camembert, a la Normandia.

## Característiques
El camembert es pot emprar a molts plats però, normalment, es menja cru untat per damunt d'una llesca de pa, ja que el seu sabor subtil i textura no sobreviu a l'acció de la calor.